# Lepadella bidentata
Lepadella bidentata är en hjuldjursart som beskrevs av Voronkov 1913. Lepadella bidentata ingår i släktet Lepadella och familjen Lepadellidae. Inga underarter finns listade i Catalogue of Life.